# Stéphane Denève
Stéphane Denève (Tourcoing, 24 november 1971) is een Franse dirigent.

## Loopbaan
Denève studeerde aan het Conservatoire de Paris. Als assistent-dirigent van Georg Solti bij het Orchestre de Paris, van Georges Prêtre bij de Opéra nationale de Paris en van Seiji Ozawa bij het Saito Kinen Festival Matsumoto in 1998 deed hij ervaring op met zowel symfonieorkesten als opera.
Denève begon zijn eerste muziekdirecteurschap in september 2005 bij het Royal Scottish National Orchestra (RSNO), dat hij in zijn eerste seizoen leidde bij de Proms van 2006 in Londen en bij hun eerste optreden in Frankrijk. Zijn contract liep af na het seizoen 2011-2012. Denève en het RSNO maakten voor de labels Naxos en Chandos opnamen van werken van Albert Roussel en Guillaume Connesson.
In oktober 2009 viel Denève in voor Michel Plasson als gastdirigent van het Radio-Sinfonieorchester Stuttgart, waar hij in maart 2010 werd benoemd tot chef-dirigent vanaf seizoen 2011-2012. Hij bleef onder contract tot het einde van het seizoen 2015-2016, toen RSO Stuttgart opging in het SWR Symphonieorchester.
In november 2013 was Denève voor het eerst gastdirigent bij Brussels Philharmonic, dat daarna in juni 2015 zijn aanstelling als muziekdirecteur aankondigde met ingang van het seizoen 2015-2016. Een nieuw initiatief tijdens de termijn van Stéphane Denève is de oprichting van het Centre for Future Orchestral Repertoire, een platform dat symfonische muziek vanaf 2000 verzamelt. Samen met het Brussels Philharmonic heeft Denève opnames gemaakt van werken van Guillaume Connesson en Sergej Prokofjev voor Deutsche Grammophon.
Denève maakte in 1999 zijn Amerikaanse debuut als dirigent in de opera van Santa Fe met Dialogues des carmélites van Francis Poulenc. In 2007 verscheen hij voor het eerst als gastdirigent bij het Philadelphia Orchestra, dat hem benoemde tot vaste gastdirigent vanaf het seizoen 2014-2015. Dit contract werd verlengd tot het seizoen 2019-2020. In juni 2017 benoemde het St. Louis Symphony Orchestra, waar hij sinds 2003 regelmatig dirigeert, hem als zijn volgende muziekdirecteur met een contract van drie seizoenen vanaf 2019-2020.
Stéphane Denève is sinds 2014 erevoorzitter van het Centre international Albert-Roussel als opvolger van Henri Dutilleux.

## Eerbewijzen
- 2008: eredoctoraat van de Heriot-Watt University in Edinburgh.